# Bitweaver
bitweaver – system CMS, czyli aplikacja ułatwiającą tworzenie portalu internetowego. bitweaver może być zainstalowany na serwerze WWW, który daje możliwość interpretacji języka PHP (np. Apache), wymagany jest także system bazodanowy MySQL (obecnie jedyny obsługiwany).
System ten został udostępniony na licencji GNU Lesser General Public License, czyli można go używać, modyfikować oraz rozpowszechniać nie ponosząc żadnych opłat. Przy czym wszelkie zmodyfikowane wersje muszą również być udostępnianie na licencji GPL.
System bitweaver ma budowę modułową i aby móc utworzyć funkcjonalny system należy pobrać potrzebne dla danej instalacji moduły. Przykładowe moduły to: Articles, Blogs, Forum, Gallery, Download, Wiki etc. Najnowsza wersja posiada numer 2.5.
XOOPS używa relacyjnej bazy danych (obecnie tylko MySQL) do składowania danych niezbędnych dla funkcjonowania systemu zarządzania treścią. Po pobraniu poszczególne moduły można zainstalować i aktywować w panelu administracyjnym. Poszczególne moduły umożliwiają tworzenie różnych rodzajów dynamicznych stron (dział artykułów, galerie itp). Szablony stron : XOOPS korzysta z silnika szablonów Smarty.